# 43 pr. n. št.
43 pr. n. št. je bilo po julijanskem koledarju navadno leto, ki se je začelo na nedeljo, ponedeljek ali torek, ali pa prestopno leto, ki se je začelo na nedeljo ali ponedeljek (različni viri navajajo različne podatke). Po proleptičnem julijanskem koledarju je bilo navadno leto, ki se je začelo na ponedeljek.
V rimskem svetu je bilo znano kot leto sokonzulstva Panse in Hirtija, pa tudi kot leto 711 ab urbe condita.
Oznaka 43 pr. Kr. oz. 43 AC (Ante Christum, »pred Kristusom«), zdaj posodobljeno v 43 pr. n. št., se uporablja od srednjega veka, ko se je uveljavilo številčenje po sistemu Anno Domini.

## Dogodki
- 26. november - z zakonom Lex Titia je bil ustanovljen drugi rimski triumvirat (Mark Antonij, Lepid, Oktavijan), ukinjen leta 33 pr. n. št.
- Kleopatra postane egipčanska kraljica

## Smrti
- 7. december - Mark Tulij Cicero, rimski državnik, govornik (* 106 pr. n. št.)